# Turdus flavipes
El zorzal azulado (Turdus flavipes) es una especie de ave paseriforme de la familia Turdidae propia del noreste de Sudamérica. Recientemente se lo ha vuelto a clasificar en el género Turdus, tras clasificarse en Platycichla.

## Descripción

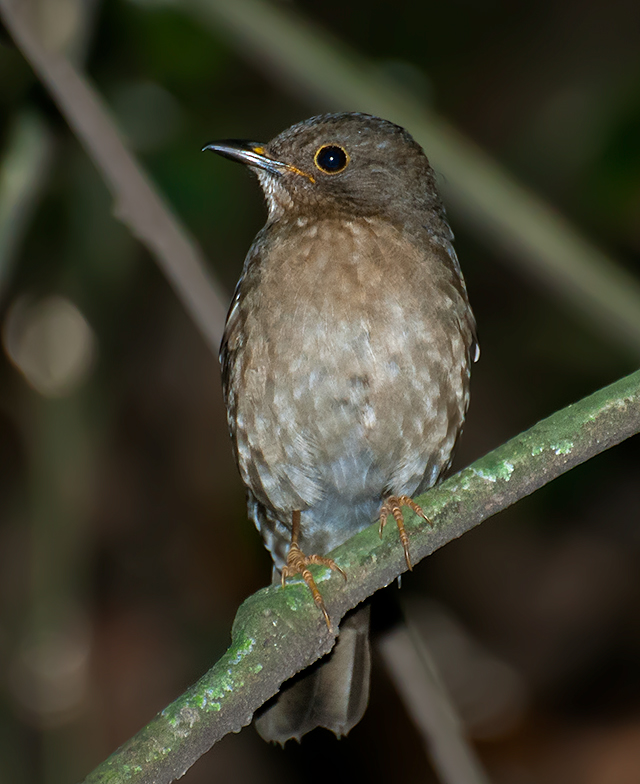
Hembra adulta, en San Pablo.

Este túrdido mide entre veintidós y veintitrés centímetros de largo y pesa entre cincuenta y cinco y setenta gramos. Ambos sexos tienen patas y ojos amarillos. El macho tiene pico amarillo y su plumaje es usualmente negro, con espalda y partes bajas de coloración grisácea. Sin embargo, el tono exacto de gris varía según la zona, y el macho de una de las cinco subespecies, P. f. xanthoscelus de Tobago, es completamente negro y se parece al mirlo macho. Las hembras tienen el pico opaco, partes bajas marrones oscuras y parte superior más pálida. Los pichones machos son de color castaño con alas y cola negra, mientras que las hembras se parecen a las adultas, pero con plumaje más opaco y salpicado de color naranja en la cabeza y ocre oscuro más cerca de las patas.
El canto del macho son frases musicales, srip, sriii, sri, sriii, nuevamente parecidos a los del mirlo, pero a veces imitan el canto de otros pájaros. La llamada típica es un srip con un peculiar siiit para indicar alarma.

## Distribución y hábitat
Esta ave tiene un rango muy amplio. Una población habita el norte de Colombia, Venezuela, norte de Brasil, Trinidad y Tobago y parte de la Sierra de Pacaraima al oeste de Guyana (incluyendo el Monte Roraima). Otra población vive en el este de Brasil, este de Paraguay y noreste de Argentina. La subpoblación argentina es parcialmente migratoria: es residente en el norte, pero las que habitan más al sur pasan el invierno austral más al norte. Algunas poblaciones del norte de Sudamérica también forman parte de las grandes migraciones locales, pero sus casos no han sido completamente estudiados.
El hábitat de este pequeño túrdido es el bosque tropical, el renoval y las plantaciones muy crecidas. Es una especie de zonas altas, ya que suele anidar a más de dos mil metros sobre el nivel del mar, aunque se han encontrado individuos viviendo al nivel del mar. Se alimenta en árboles y arbustos, y muy raramente sobre la tierra, y su dieta consiste mayormente en frutas y frutos rojos. No forma bandadas muy grandes con otras especies ya que suele permanecer en las copas de los árboles.
El nido está formado por ramas pequeñas, tiene forma de cuenco y lo construyen entre rocas o sobre superficies sólidas. La hembra deposita entre dos y tres huevos de color rojizo, manchados de verde o azul cada ocasión.
Es muy común en gran parte de su rango, y por lo tanto el IUCN no la considera en peligro de extinción. Sin embargo, el zorzal azulado es una especie tímida, y la hembra en particular es muy difícil de ver, ya que no canta y su plumaje le permite camuflarse con su entorno.